# Orta San Giulio

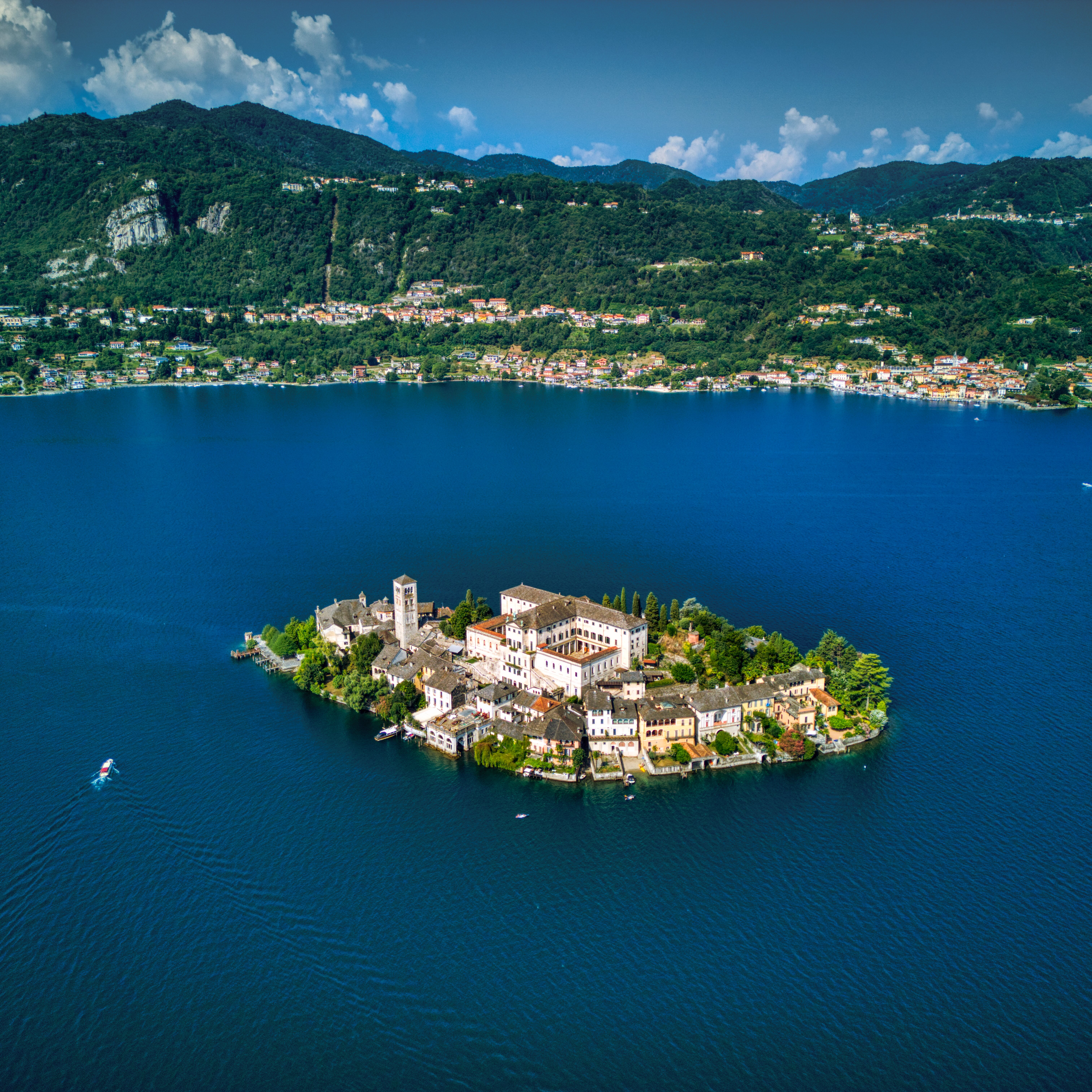
Isola San Giulio

Orta San Giulio (piemontesisch und lombardisch Òrta) ist eine italienische Gemeinde mit 1114 Einwohnern (Stand 31. Dezember 2023) in der Provinz Novara (NO) in der Region Piemont, ist Mitglied der Vereinigung I borghi più belli d’Italia (Die schönsten Orte Italiens) und ist Träger der Bandiera Arancione des TCI.

## Geographie
Orta San Giulio liegt am Ostufer des Ortasees (Lago d'Orta oder Cusio) auf einer in den See hineinragenden Landzunge und ist ein bedeutender Fremdenverkehrsort mit malerischer Altstadt. Die meisten Bürgerhäuser stammen aus der Zeit der Renaissance und des Barock. Zum Gemeindegebiet gehört auch die Insel Isola San Giulio sowie die Ortsteile Corconio, Imolo und Legro.

## Sehenswürdigkeiten
- Die Piazza Mario Motta ist der Hauptplatz des Ortes, wo auch die Boote zur Isola San Giulio ab- und anlegen. Seit 1228 findet hier jeden Mittwoch der Wochenmarkt statt. An der nördlichen Schmalseite liegt das ehemalige Rathaus aus dem Jahre 1582, jetzt Palazotto della Comunitá.
- Von der Ostseite des Platzes führt die Gasse Salita della Motta zur Kirche Santa Maria Assunta hinauf. Sie wurde erstmals im Jahre 1485 erbaut und in der zweiten Hälfte des 18. Jahrhunderts wiedererrichtet.
- Das Oratorio di San Rocco ist eine weitere im Ort gelegene sehenswerte Kirche mit barocker Ausstattung.
- Über dem Ort erhebt sich der etwa 90 Meter höhere Sacro Monte d’Orta, auf dem ein Kalvarienberg mit 20 Kapellen zu Ehren des Heiligen Franz von Assisi sowie die Chiesa San Nicolao Francesco gelegen ist. Der Sacro Monte d’Orta ist ein Teil des UNESCO-Welterbes der neun Sacri Monti im Piemont und der Lombardei.
- Die Villa Crespi fällt durch ihren orientalischen Baustil und ihre Lage an der Ortseinfahrt jedem Passanten sofort auf. Das Gebäude wurde 1879 von Cristoforo Benigno Crespi, der es während der italienischen Gründerzeit in der Baumwollbranche zu erheblichem Reichtum gebracht hatte, als privater Wohnsitz erbaut. Heute ist es ein Hotel.
- Landschaftlich schön ist eine Wanderung direkt am Seeufer entlang um die Halbinsel herum (Dauer: etwa 1 Stunde)
- Der Ortsteil Legro ist als „bemaltes Dorf“ bekannt; die Wände vieler Häuser sind geschmückt mit gemalten Szenen aus Spielfilmen, die im Bereich des Ortasees gedreht wurden.[4]

## Söhne und Töchter der Gemeinde
- Leonardo Benevolo (1923–2017), Architekt und Architekturhistoriker

## Abbildungen

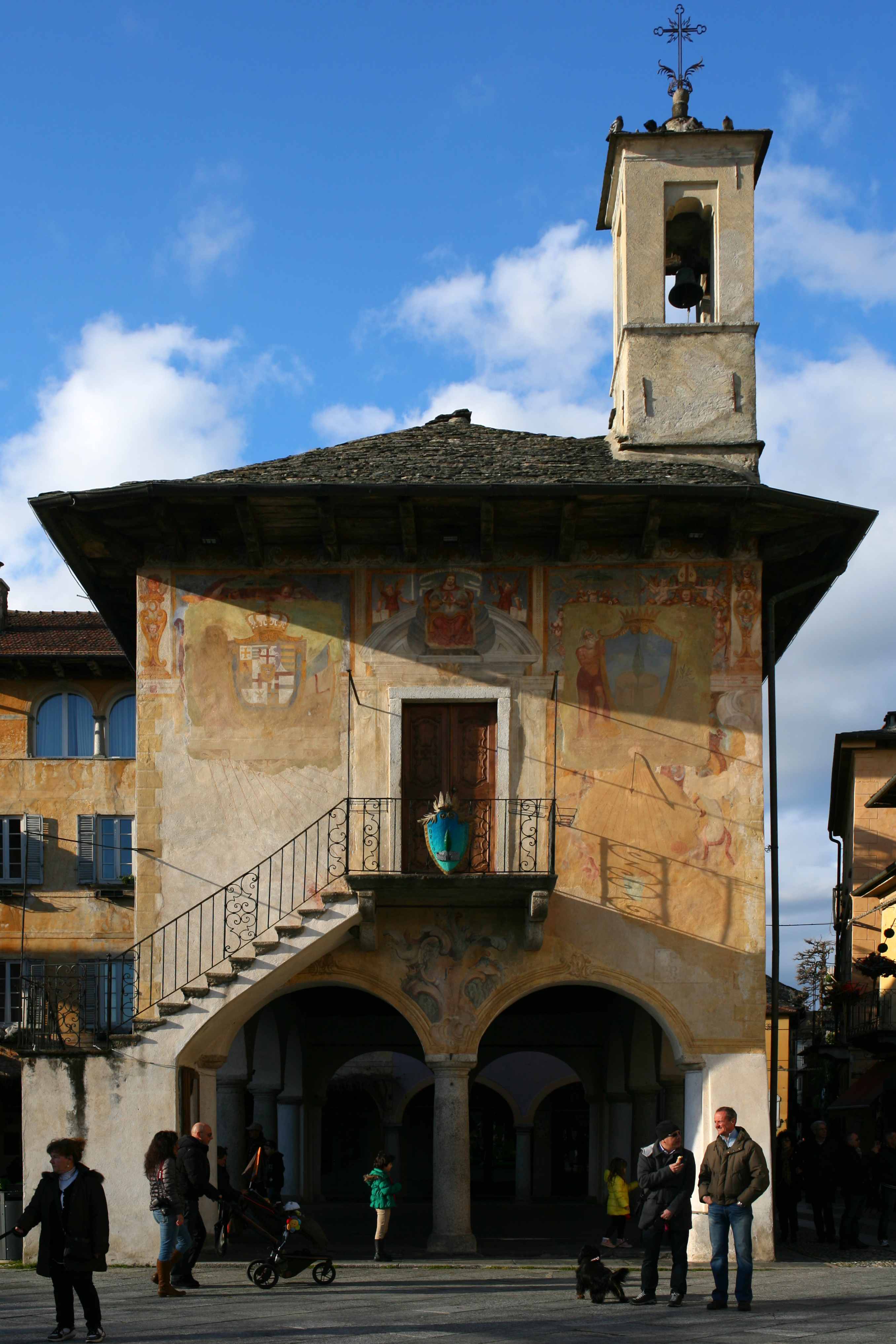
Der Palazzo della Comunità an der Piazza Motta, genannt Broletto
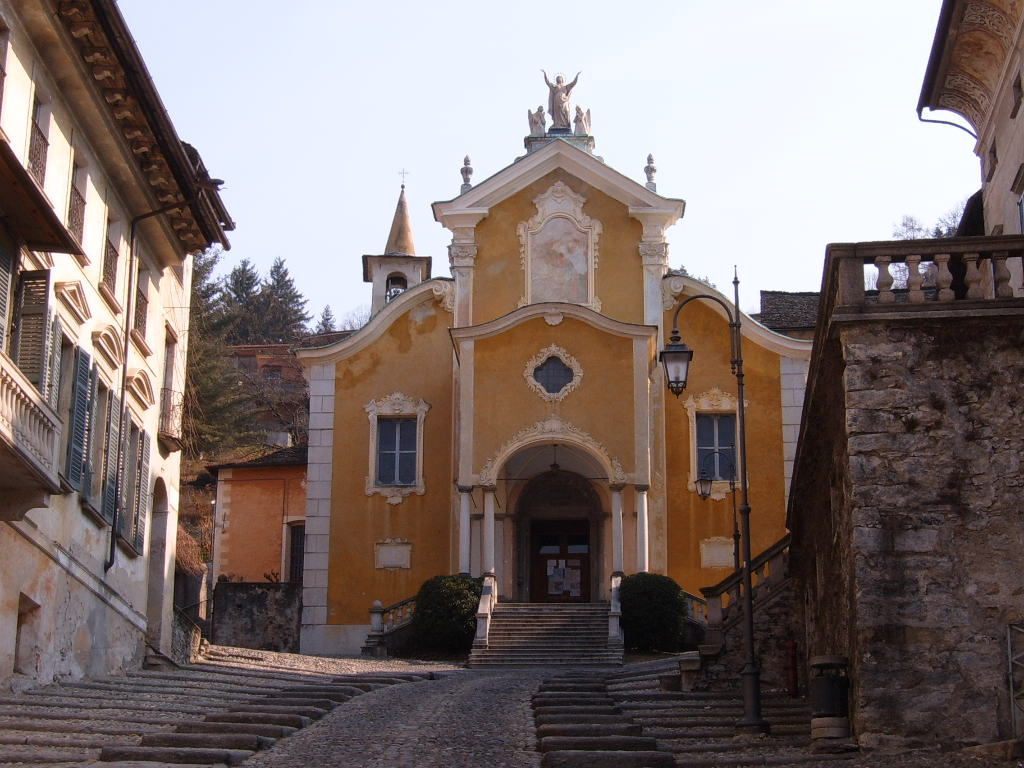
Kirche Santa Maria Assunta in Orta San Giulio
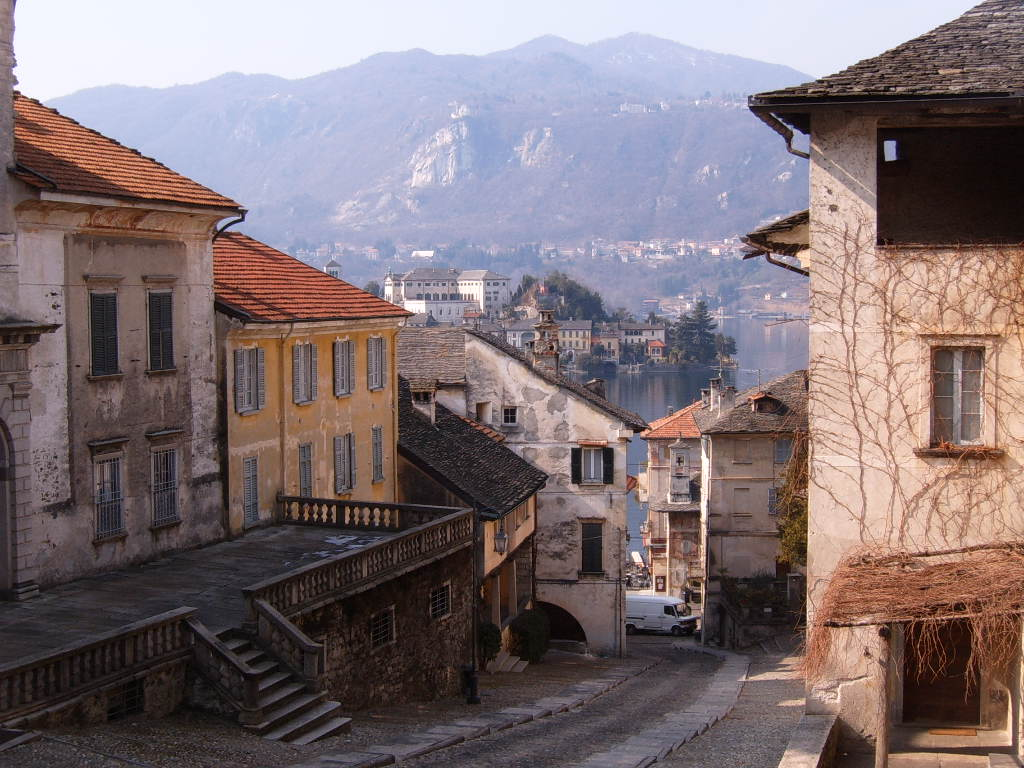
Orta San Giulio, Salita della Motta
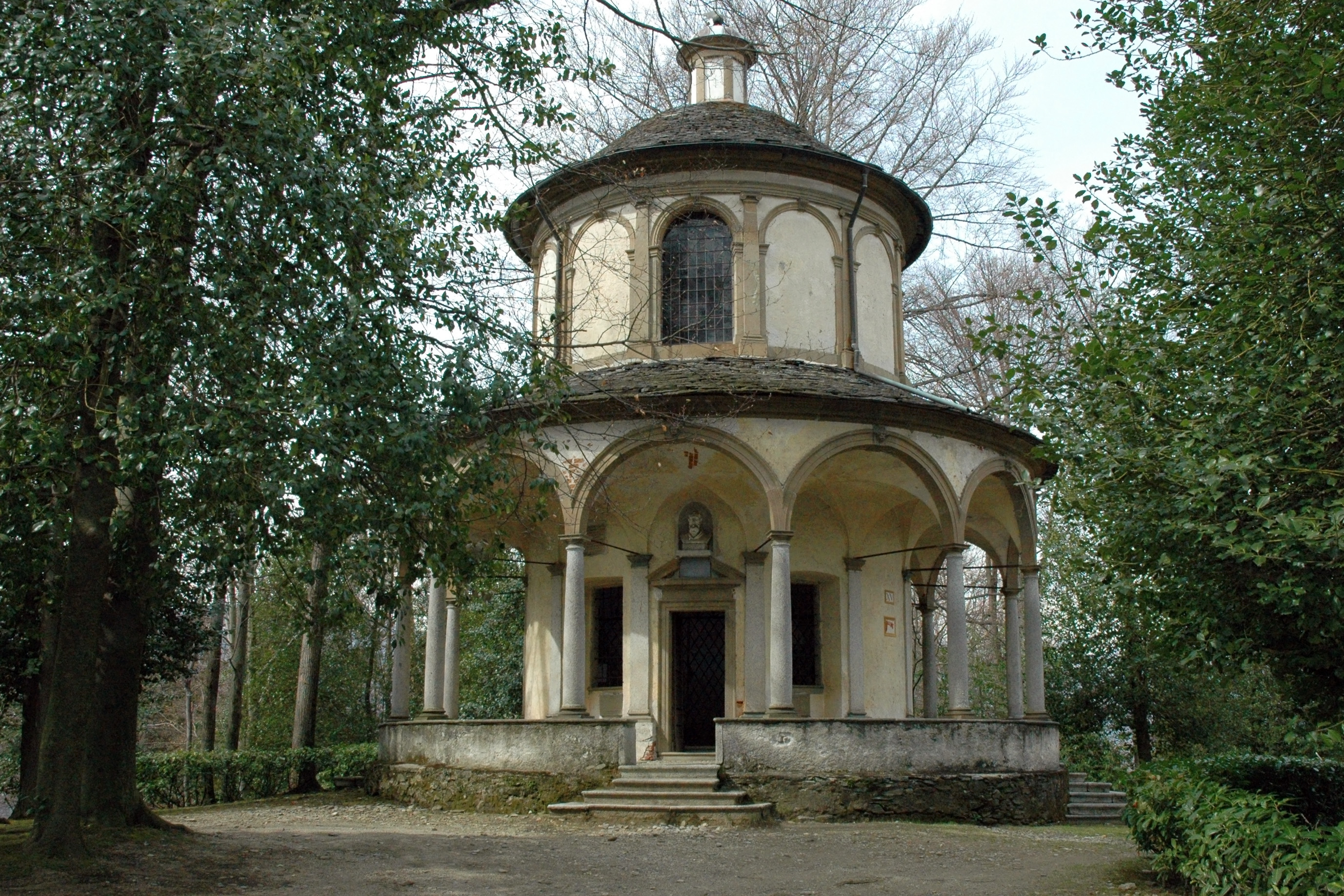
Kapelle auf dem Sacro Monte in Orta
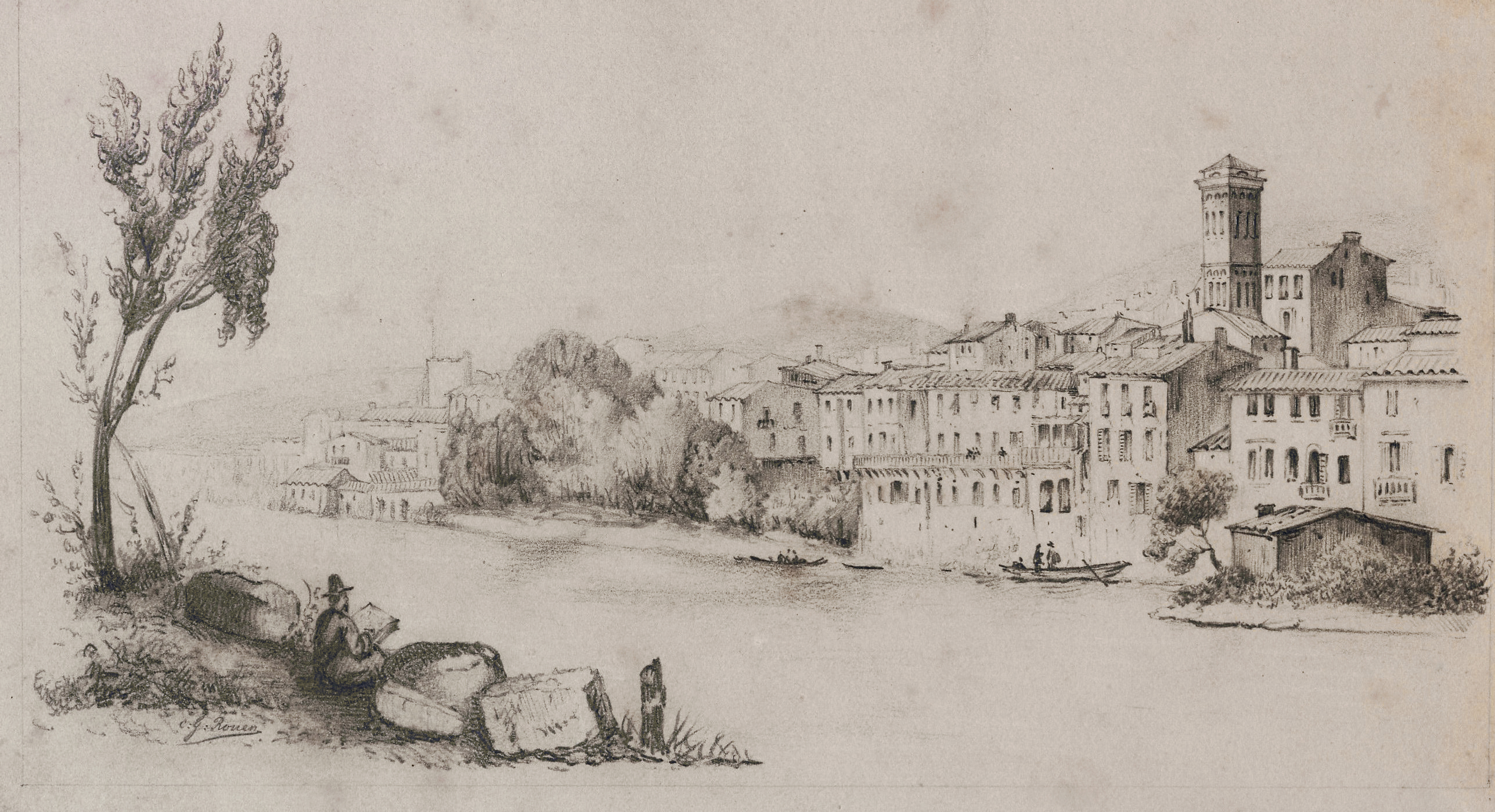
Orta San Giulio, Zeichnung von Charles Rouen, ca. 1868
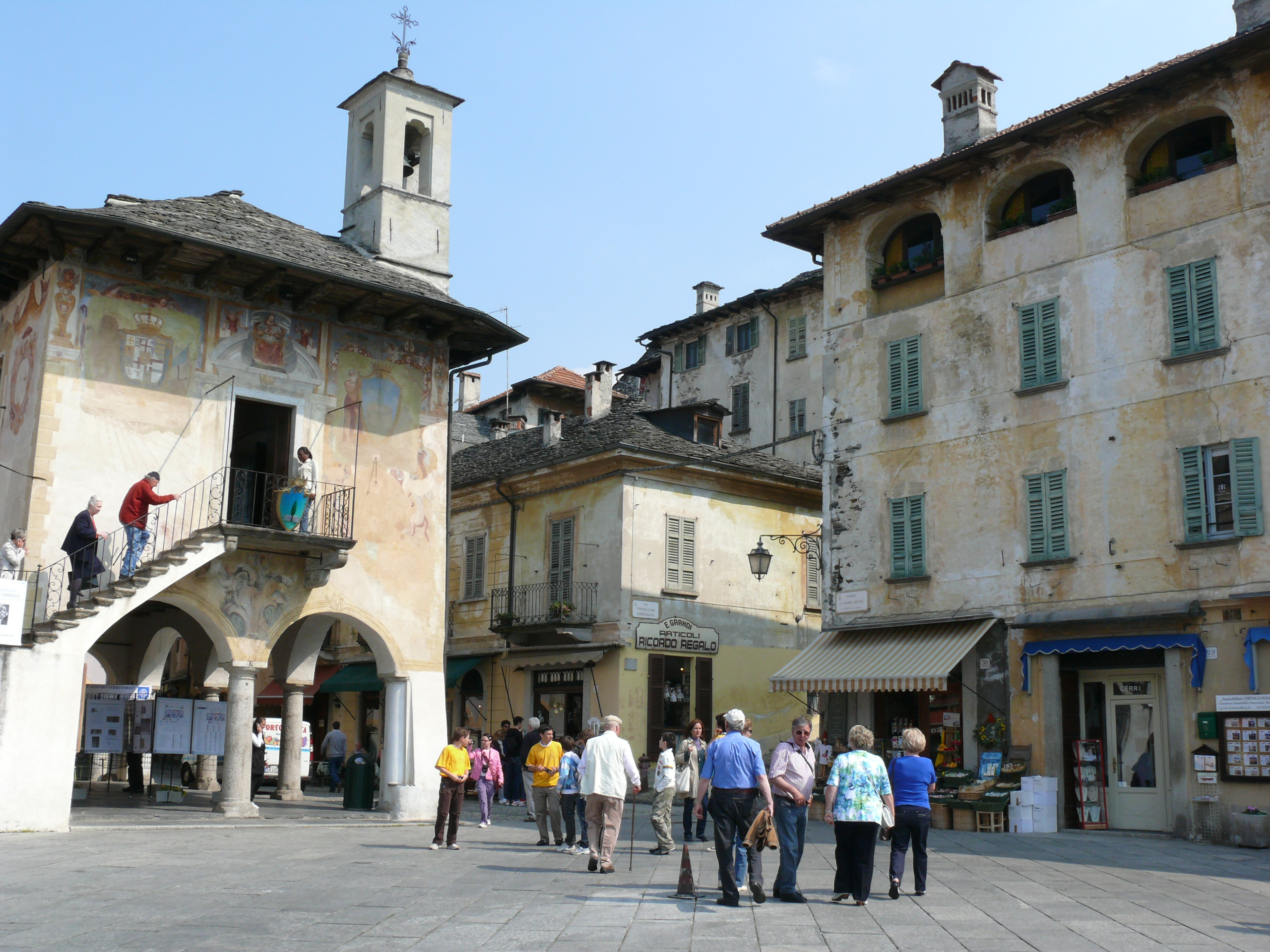
Piazza Mario Motta, Orta San Giulio